# Manerba del Garda
Manerba del Garda – miejscowość i gmina we Włoszech, w regionie Lombardia, w prowincji Brescia, leżąca nad jeziorem Garda.
Według danych na rok 2004 gminę zamieszkuje 3751 osób, 134 os./km².